# Đắk Ngo
Đắk Ngo là một xã thuộc huyện Tuy Đức, tỉnh Đắk Nông, Việt Nam.

## Địa lý
Xã Đắk Ngo nằm ở phía tây nam huyện Tuy Đức, có vị trí địa lý:
- Phía đông giáp các xã Quảng Tân và Đắk R'Tih
- Phía tây giáp và các xã Phú Sơn, huyện Bù Đăng, tỉnh Bình Phước và xã Quảng Trực
- Phía nam giáp các xã Đắk Ru và Quảng Tín, huyện Đắk R'lấp
- Phía bắc giáp xã Quảng Tâm.

Xã có diện tích 167,86 km², dân số năm 2006 là 3.029 người, mật độ dân số đạt 18 người/km².

## Hành chính
Xã Đắk Ngo có 13 thôn, buôn, bon được chia thành 4 thôn: 1, 2, 3, Tân Bình, 6 bản: Đoàn Kết, Giang Châu, Ninh Hoà, Si Át, Sín Chải, Tân Lập và 3 bon: Điêng Đu, Phi Lơ Te, Phi Lơ Te 1.

## Lịch sử
Địa bàn xã Đắk Ngo trước đây là một phần xã Quảng Tín thuộc huyện Đắk R'lấp.
Ngày 29 tháng 8 năm 2003, Chính phủ ban hành Nghị định 100/2003/NĐ-CP. Theo đó, thành lập xã Đắk Ru trên cơ sở 8.969 ha diện tích tự nhiên và 6.537 người của xã Quảng Tín.
Ngày 22 tháng 11 năm 2006, Chính phủ ban hành Nghị định 142/2006/NĐ-CP. Theo đó:
- Thành lập xã Đắk Ngo trên cơ sở điều chỉnh 2.249 ha diện tích tự nhiên của xã Đắk Ru; 14.537 ha diện tích tự nhiên và 3.029 người của xã Quảng Tín
- Chuyển xã Đắk Ngo về huyện Tuy Đức mới thành lập.

Sau khi thành lập, xã Đắk Ngo có 16.786 ha diện tích tự nhiên và 3.029 người.
Ngày 30 tháng 9 năm 2019, Hội đồng Nhân dân tỉnh Đắk Nông ban hành Nghị quyết 24/NQ-HĐND về việc sáp nhập thôn 7 vào thôn Tân Bình.